# Venise-en-Québec
Venise-en-Québec är en kommun och tätort (centre de population) i provinsen Québec i Kanada. Den ligger i regionen Montérégie, i den sydöstra delen av landet, 200 km öster om huvudstaden Ottawa.